# Leucothrips piercei
Leucothrips piercei är en insektsart som först beskrevs av Gary Scott Morgan 1913.  Leucothrips piercei ingår i släktet Leucothrips och familjen smaltripsar. Inga underarter finns listade i Catalogue of Life.